# IVIC-Mérida
La dependencia del Instituto Venezolano de Investigaciones Científicas (IVIC) ubicada en el estado Mérida (IVIC-Mérida) comprende el Centro Multidisciplinario de Ciencias (CMC). El IVIC-Mérida comenzó a funcionar en el 2008, y el Centro Multidisciplinario de Ciencias (CMC) fue fundado el 2 de agosto de 2012. Está conformado por el Laboratorio de Fluidos, el Laboratorio de Ecología Sensorial, el Laboratorio de Óptica Aplicada, el Laboratorio de Análisis de Investigaciones en Salud, la Unidad de Articulación Comunitaria (UniArco) y la Coordinación de Integración de la Ciencia, la Tecnología y los Saberes a la Comunidad (CICTSC). Para el año 2023, el Consejo Directivo del IVIC decide la ampliación del CMC y pasa a fundarse el Centro de Agricultura Tropical (CAT), sumandose 3 laboratorios destinados a estudios en la agricultura andina.
El IVIC-Mérida cuenta con dos sedes, una ubicada en el municipio Libertador, y otra en el municipio Campo Elías. Esta última está a pocos kilómetros de Jají, justamente en la comunidad Loma de Los Guamos, en la parroquia Jají. 
El IVIC-Mérida agrupa personal científico y de otras disciplinas que enfoca sus esfuerzos en diversos temas fundamentales y aplicados relacionados con múltiples ámbitos tales como modelaje computacional, espectroscopia, terapia fotodinámica, salud (cáncer y enfermedad de Chagas), medio ambiente, agricultura y ecosofía, sin perder de vista la pertinencia social de los temas de investigación. 
El IVIC-Mérida cuenta con una estación meteorológica y un observatorio geomagnético. Este último, dependiente del Centro de Investigaciones de Astronomía “Francisco Duarte” (CIDA), realiza mediciones magnéticas con aplicaciones de diversa índole.

## Fechas memorables
- 6 - Jun - 2007 - En Consejo Directivo se considera oportuna la creación de IVIC-Mérida
- 9 - Jul - 2007 - Creación del IVIC-Mérida
- 16 - Oct - 2008 - Inicio de actividades en Mérida
- 15 - Jul - 2009 - Creación del CEIF
- 2 - Ago - 2012 - Creación del CMC (el CEIF permanece en IVIC-Miranda)
- 2 - May - 2013 - Creación de la Unidad de Articulación Comunitaria (UniArco)
- 20 - Dic - 2013- Creación de la Coordinación de Integración de la Ciencia, la Tecnología y los Saberes a la Comunidad
- 2 - Jun - 2014 - Inicio de actividades en la sede ubicada en el municipio Libertador

## Misión (Función)
Crear y transferir conocimientos básicos y aplicados que permitan la resolución de problemas en las áreas química, biología, medicina, ingeniería, computación, medio ambiente y agricultura, haciendo énfasis en el carácter multidisciplinario de las técnicas implementadas, y en el respeto y diálogo con otras formas de conocimiento no científicas.

## Visión
Ser un centro de estudios multidisciplinarios dedicado a la investigación básica, aplicada y a la formación científica, reconociendo a la sociedad como sujeto que participa en la creación de saberes.

## Objetivo
Abordar problemas científicos básicos y aplicados. Realizar docencia y extensión en aspectos básicos de la física, química y biología. Enfocar esfuerzos en diversos temas fundamentales y aplicados relacionados con modelaje computacional, espectroscopía, terapia fotodinámica, salud (cáncer y enfermedad de Chagas), medio ambiente, agroecología y ecosofía, sin perder de vista la pertinencia social de los temas de investigación.

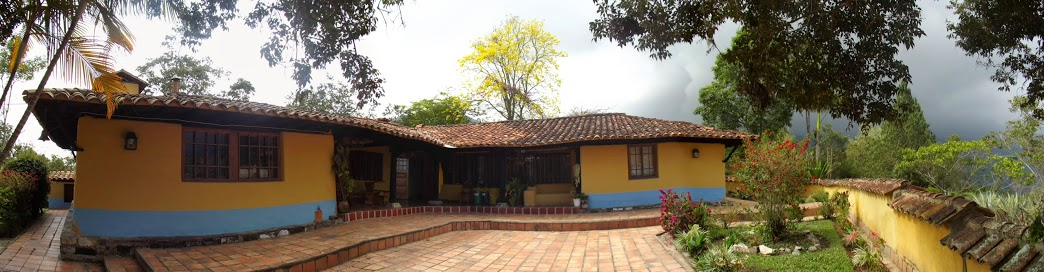
IVIC-Mérida, Finca el Tucuche, Loma de Los Guamos

## Laboratorio de Óptica Aplicada
Objetivo
El Laboratorio de Óptica Aplicada tiene como objetivo principal la aplicación de técnicas ópticas para la caracterización y estudio de diferentes materiales y tejidos vivos. Entre las técnicas aplicadas y temas estudiados se encuentran la espectroscopia de lente térmica, el efecto selfmixing, la interferometría y el grabado láser. Existen además proyectos aplicados en las áreas de la medicina y la biología entre los que destacan la terapia fotodinámica para el tratamiento del cáncer y la caracterización de células cancerígenas por medio de pinzas ópticas.
Funciones
1. Implementar técnicas ópticas de medición para la caracterización de materiales importantes para la industria
2. Desarrollo de dispositivos ópticos de interés nacional
3. Implementar metodología médica con láser para el tratamiento del cáncer de piel
4. Realizar mediciones termo-ópticas con los equipos desarrollados y caracterizar completamente los materiales a estudiar
5. Estudiar y tratar pacientes con enfermedades de la piel en coordinación con los hospitales que trabajen en esa dirección
6. Formar recursos humanos en óptica aplicada a través de postgrados, tesis y pasantías

Actualidad
Recientemente se ha incorporado la línea de nanotoxicología computacional, con la que se está realizando  cálculos computacionales para modelar los posibles efectos tóxicos que los nano-objetos pueden producir en los sistemas biológicos.

## Laboratorio de Fluidos
Objetivo
Realizar investigaciones numéricas empleando métodos de cálculo sofisticados que permiten resolver las ecuaciones de Navier-Stokes para fluidos incompresibles. Los métodos usados principalmente en el lab. de Fluidos son: el método SPH (smoothed particle hydrodynamics) y volúmenes finitos. Los métodos antes mencionados se han utilizado en las siguientes actividades: modelaje del flujo sanguíneo en arterias humanas y modelaje del choque de gotas en el vacío y en medios continuos.
Funciones

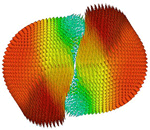
Colisiones binarias de gotas líquidas

1. Construir modelos matemáticos en dinámica de fluidos característicos de pacientes con patologías clínicas que surgen de posibles deformaciones arteriales y que a su vez modifican el flujo de sangre y su comparación con individuos sanos
2. Construir códigos hidrodinámicos para el estudio de fluidos Newtonianos incompresibles
3. Modelar la interacción de gotas líquidas en el vacío mediante el método "Smoothed Particle Hydrodynamics"
4. Modelar la interacción de gotas líquidas en presencia de una fase continua mediante el método de Volúmenes Finitos

Resultados publicados en revistas científicas Archivado el 28 de mayo de 2015 en Wayback Machine.

## Laboratorio de Análisis de Investigaciones en Salud
Objetivo
Analizar el impacto de la investigación científica que afecta a los seres vivos, enfocado en la dimensión holística de la Ecosofía, la Sociobiología y la Filosofía de la Biología
La propuesta de acción de este espacio académico es, la formulación de hipótesis que permitan el desarrollo de una ciencia venezolana, alejada del paradigma exógeno imperante de una ciencia en Venezuela.
Funciones
1. Analizar el desarrollo holístico de las investigaciones en enfermedades olvidadas en Venezuela
2. Investigar, diseñar y proponer protocolos de trabajo no invasivos con respecto a los animales no humanos
3. Investigar, Analizar y Desarrollar hipótesis con respecto al origen de la vida desde la perspectiva de la filosofía de la biología
4. Propiciar la interacción con las comunidades organizadas para la formulación de un nuevo modelo de ciencia centrada en el entorno inmediato.
5. Elaborar propuestas académicas para el análisis de la interacción investigador-ciudadano para ser impartidas en las áreas de postgrado del instituto.

## Laboratorio de Ecología Sensorial
Objetivo

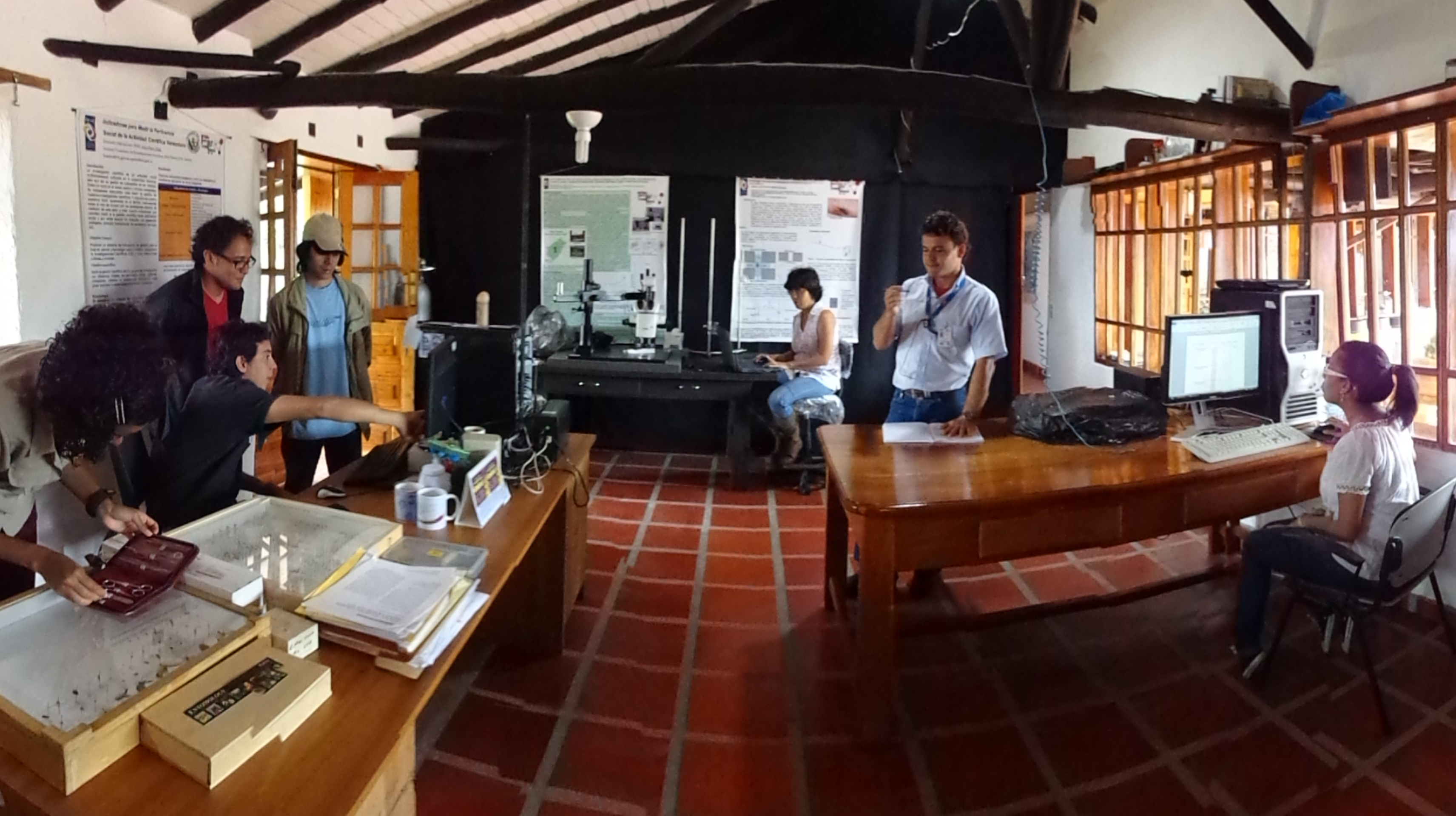
Equipo del Lab EcoSen, IVIC-Mérida

El objetivo general del Laboratorio de Ecología Sensorial es investigar cómo los organismos vivos utilizan la información disponible en su entorno para conseguir recursos alimentarios, refugio y sexo; atendiendo con particular interés el comportamiento y fisiología sensorial de invertebrados hematófagos y vectores de enfermedades, tales como los triatominos (vectores de la enfermedad de Chagas), y también plagas domiciliarias y de cultivos agrícolas, así como la ecofisiología de platas de origen tropical andino tales como el chachafruto (Erythrina edulis).
Funciones
Construir y apropiar conocimientos que nos permitan desarrollar aplicaciones útiles para controlar los triatominos y otras plagas que perjudican la salud humana y la agricultura, esto avizorando una dimensión de aplicabilidad. Y son funciones específicas: 
1. el desarrollo de métodos de control para los triatominos (vectores de la enfermedad de Chagas) y otras plagas domiciliarias como ciertas hormigas y bachacos (Camponostus indianus) a través del desarrollo de trampas, repelentes y estrategias de control comunitario,
2. análisis de semillas de utilidad agroecológica mediante métodos láser de moteado (speckle) dinámico,
3. estudio de la floración y plagas asociadas al chachafruto (Erytrhina edulis) y
4. formación de recursos humanos en el física aplicada a la biología a través de postgrados, tesis y pasantías.

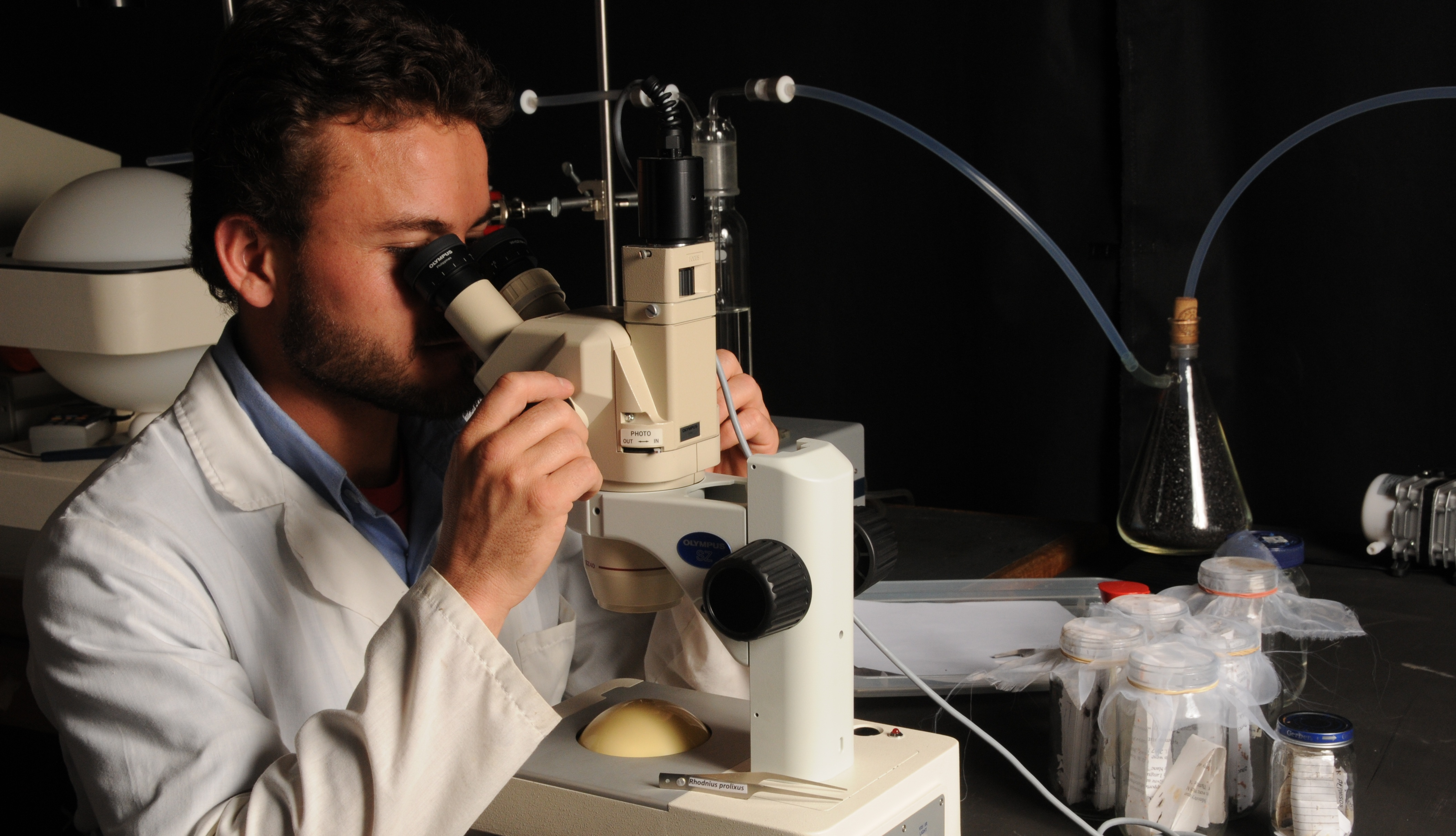
Observando broca del café

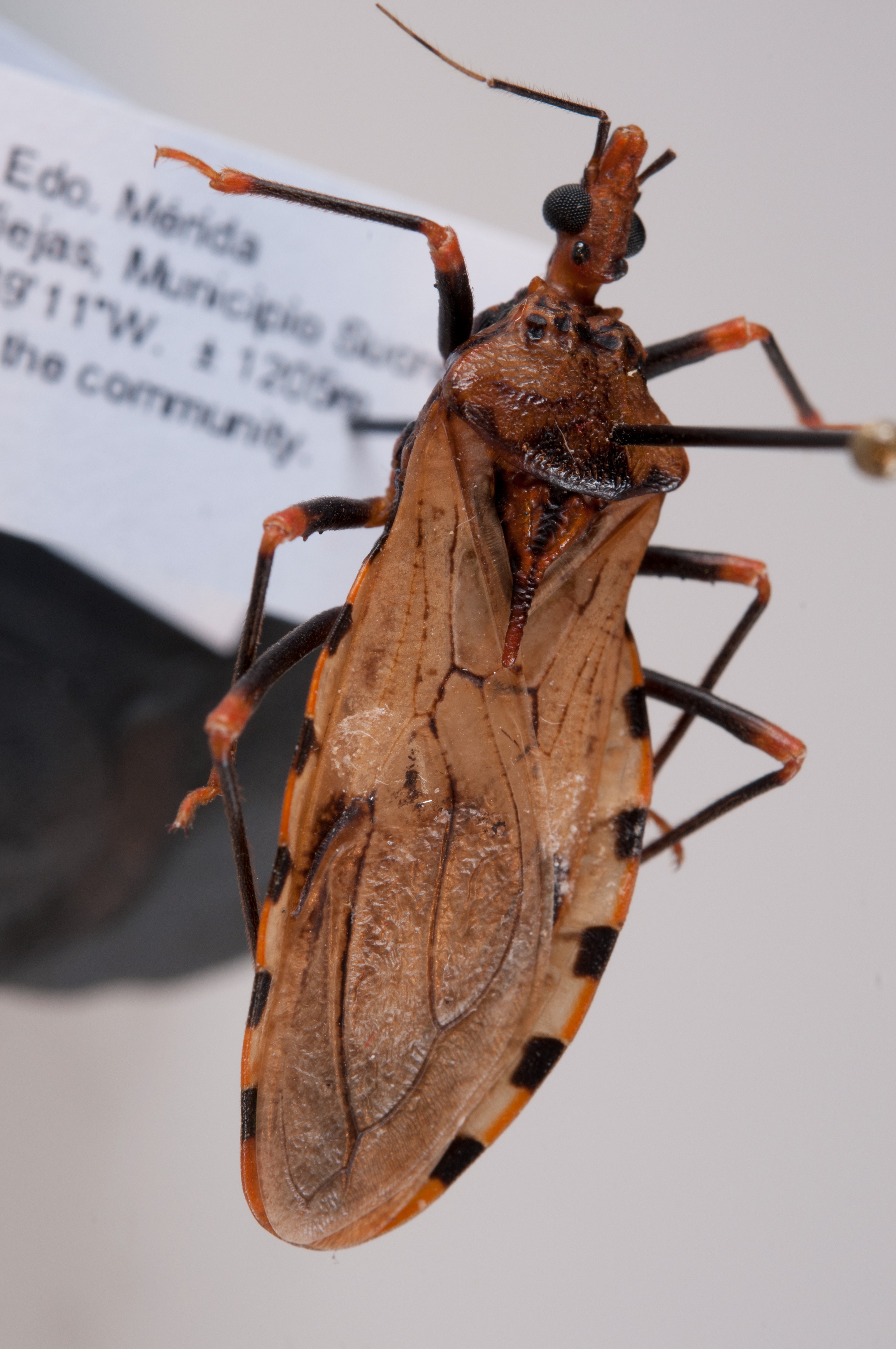
Panstrogylus geniculatus adultos, Mérida, Venezuela

Dada la simplicidad y diversidad de los artrópodos, encontramos especialmente conveniente tratar de develar la ecología sensorial de algunos de ellos. Nuestros métodos incluyen salidas de campo donde visitamos comunidades endémicas, y métodos sofisticados que utilizamos para registrar los comportamientos y fenómenos electrofisiológicos periféricos que median los sistemas sensoriales de estos organismos, haciendo especial énfasis en la vista y el olfato. 
Estimulamos a los artrópodos con señales lumínicas y químicas, y medimos las respuestas utilizando una combinación de técnicas que incluyen: 
a) el rastreo cinemático de movimientos a través de sistemas de video inteligentes y compensadores de movimiento, y b) mediciones electrofisiológicas a través de electroantenogramas (EAG por sus siglas en inglés) y técnicas de química analítica.
Esperamos que algunos de nuestros descubrimientos sirvan para desarrollar aplicaciones útiles para controlar invertebrados que son plagas perjudiciales para la salud humana y la agricultura, y avizoramos develar elementos fundamentales de la biología sensorial que puedan ser extrapolados a animales más complejos como los vertebrados.
Resultados publicados en revistas científicas 

## Unidad de Articulación Comunitaria
Objetivo
El objetivo de la Unidad de Articulación Comunitaria es articular con las comunidades, reconociéndolas como sujetos activos capaces de transformar su entorno, respetando y vinculando sus conocimientos para la formulación y ejecución de proyectos de investigación y programas sociales con base a las realidades locales, que estimulen la participación, promuevan el protagonismo y faciliten la autogestión.
Funciones

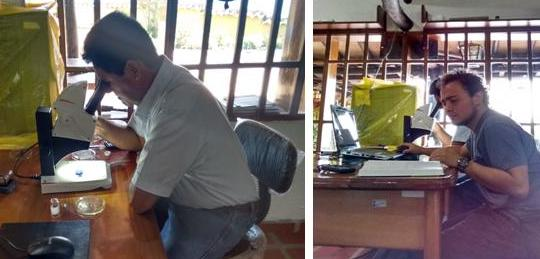
Investigación taxonómica de insectos plagas @LabEcoSen

1. Articulación científico-comunitaria: comprende los proyectos de investigación que permiten explorar prácticas científicas alternativas junto con las comunidades, para enfrentar diversos problemas locales, con énfasis en aquellos de índole socio-ambiental.
2. Articulación sociocultural comunitaria: incluye el apoyo para la ejecución de programas sociales propuestos en función de satisfacer las necesidades de los grupos prioritarios y vulnerables, y que promuevan la participación de las comunidades.
3. Articulación de saberes para la práctica científico–política: abarca todas aquellas actividades destinadas al encuentro e intercambio de ideas, que generen espacios de debate inherentes a la ciencia, la tecnología, la innovación y los conocimientos; y su pertinencia social, política, económica, cultural, ambiental, etc.

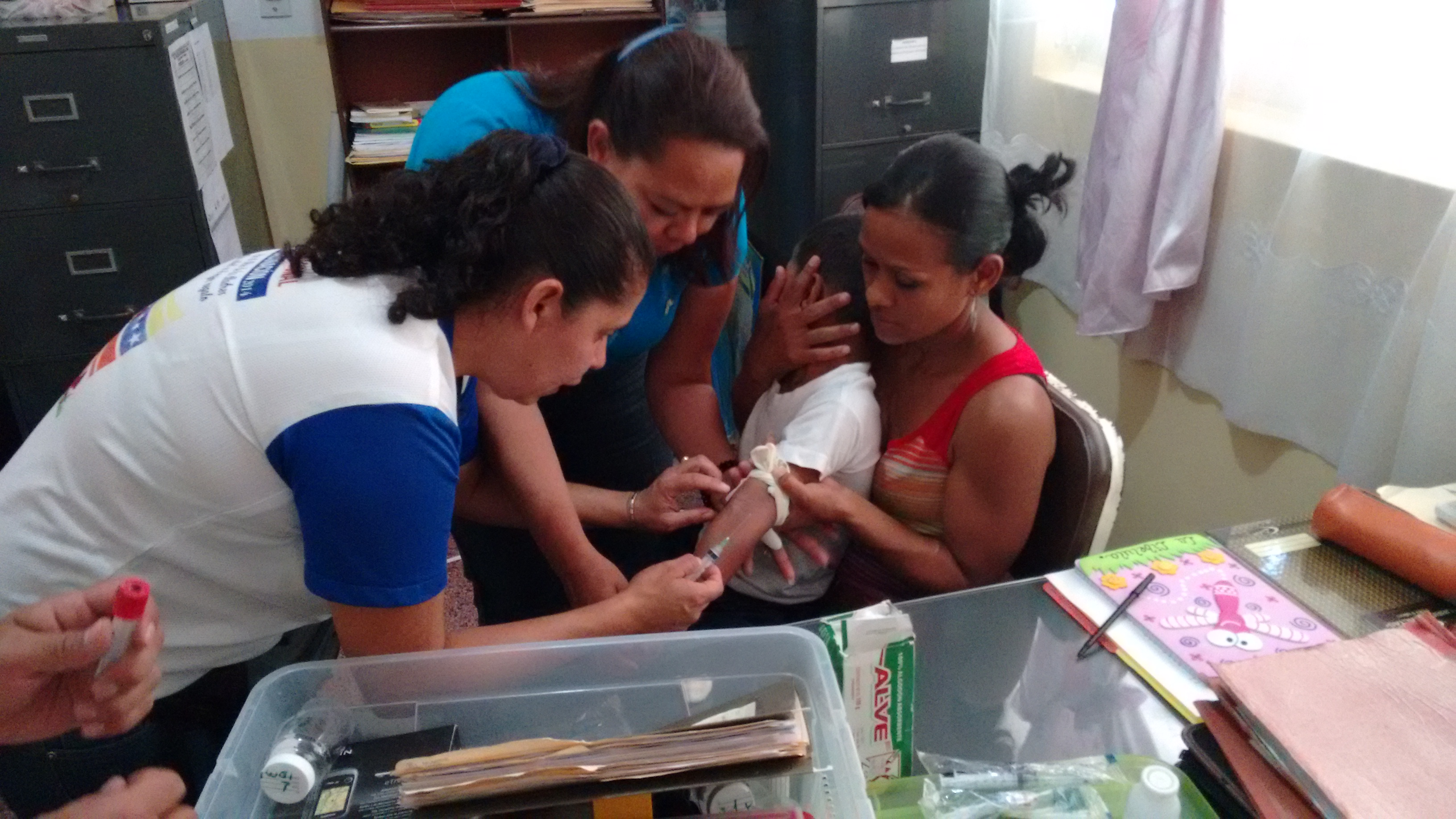
Toma de muestra de sangre para el diagnóstico de Chagas en las escuelas del Municipio Antonio Pinto Salinas y Sucre del Edo. Mérida.

## Coordinación de Integración de la Ciencia, la Tecnología y los Saberes a la Comunidad
Objetivo general
La Coordinación de Integración de la Ciencia, la Tecnología y los Saberes a la Comunidad tiene como objetivo socializar el conocimiento científico en el estado Mérida.
Funciones

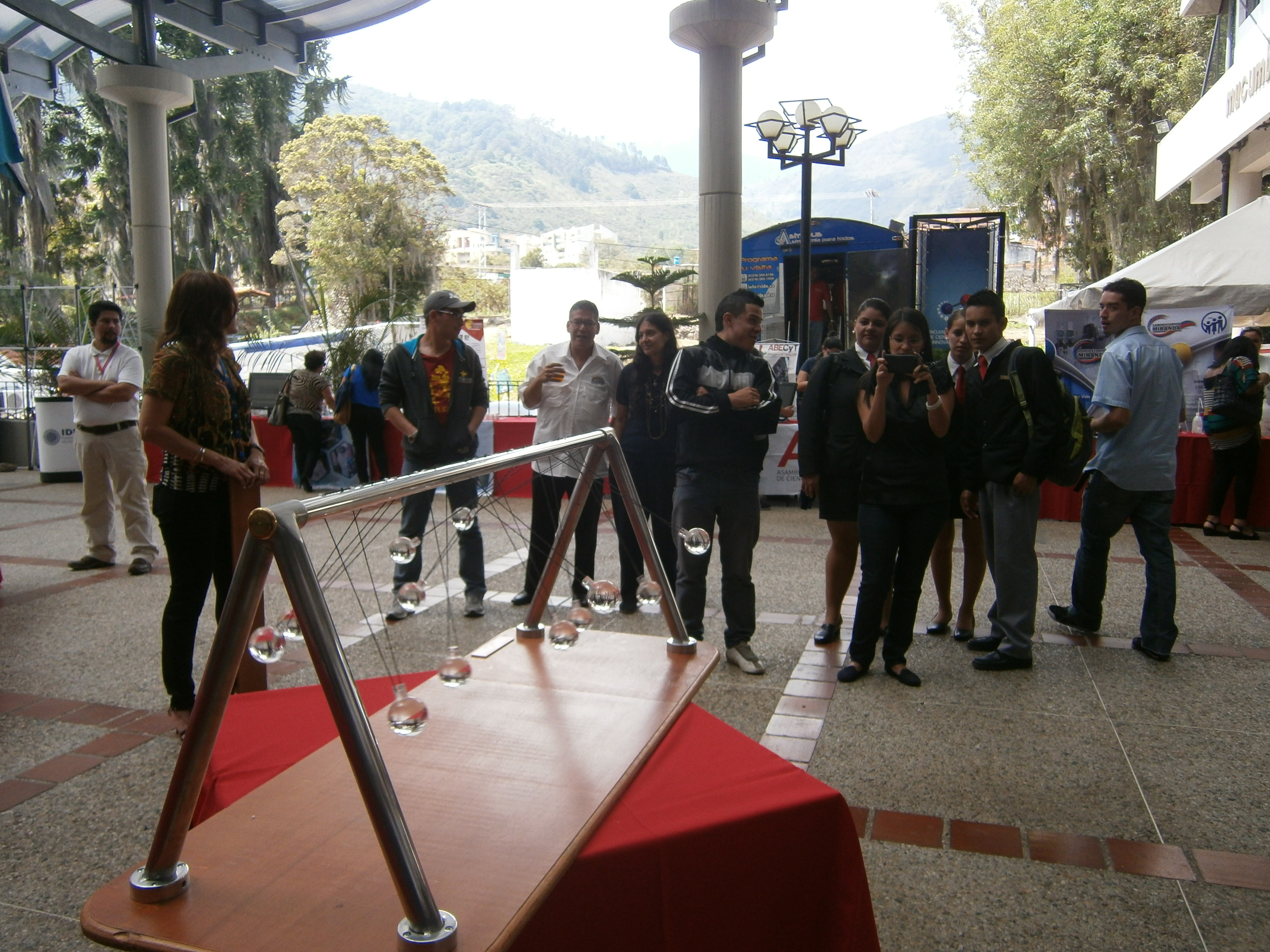
Demostración con el dispositivo Danza de los péndulos de Galileo en el Encuentro Andino de Ciencia, Tecnología e Innovación, octubre de 2014

1. Articulación de investigadores del IVIC con sus pares en las universidades nacionales.
2. Promoción de la producción editorial de Ediciones IVIC en las actividades de divulgación científica que se lleven a cabo.
3. Investigación educativa y validación de material instruccional y divulgativo que aborde temas científicos, a partir de las investigaciones que viene desarrollando el IVIC en las distintas áreas del conocimiento.Promoción de la producción editorial de Ediciones IVIC.¡Epa Ciencia para ti!

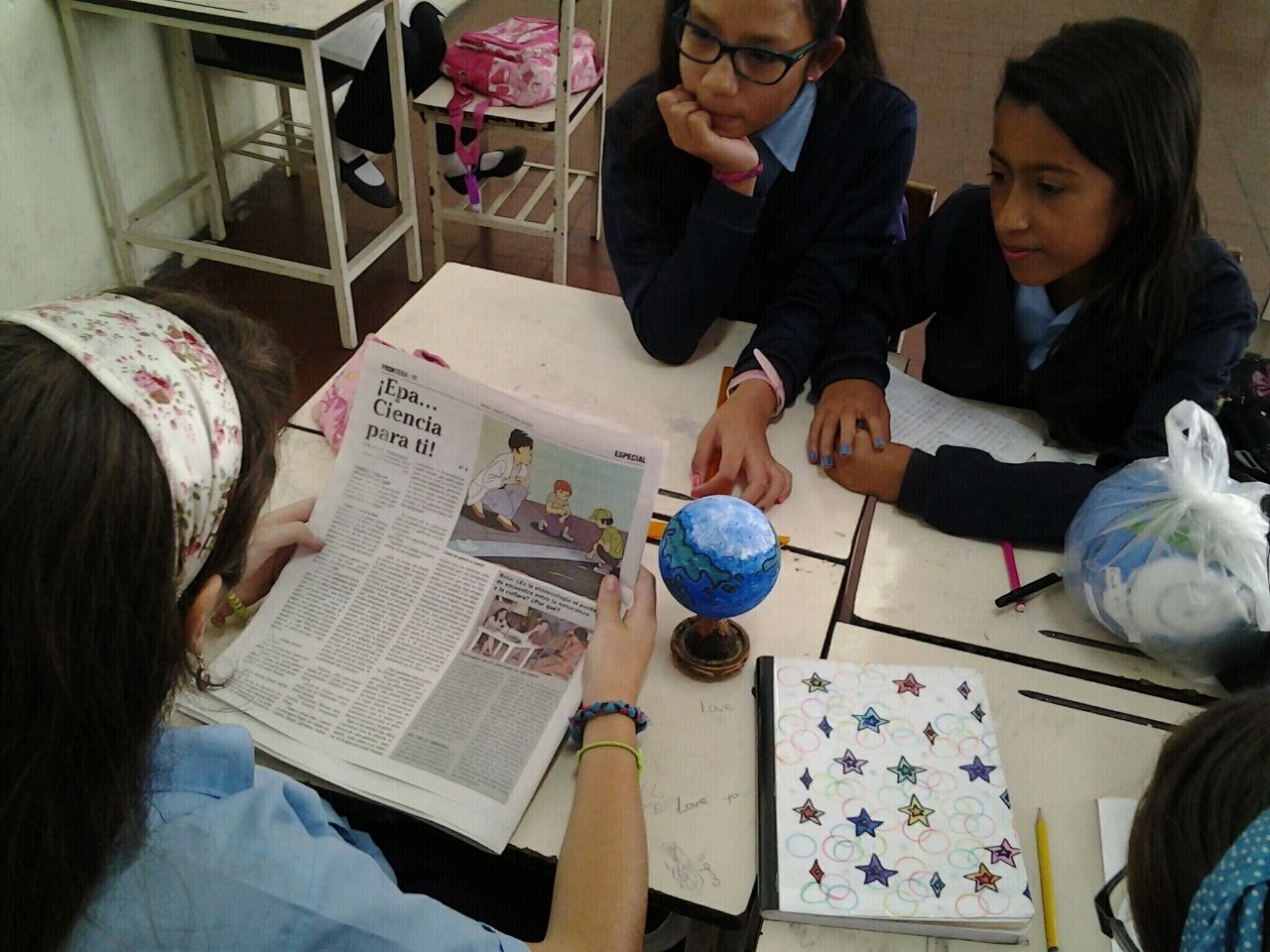
Promoción de la producción editorial de Ediciones IVIC.¡Epa Ciencia para ti!

4. Elaboración y montaje de producciones y actividades museográficas interactivas, usando la metodología sistémico-interpretativa para la divulgación del conocimiento científico básico, actividades de juego, investigación participativa, así como los resultados de las investigaciones vinculadas, producto del trabajo de los investigadores del IVIC.

Divulgación del Conocimiento
- Científico
- Educativo
- Tecnológico

## Colaboradores externos
- El Padre Antonio

Cultor Popular oriundo de Mérida, Edo. Mérida. Aporta conocimientos en el área de bioinsumos agrícolas e instrumentación.
- Dr. Elis Aldana

Laboratorio de Entomología "Herman Lent", Universidad de Los Ándes, Venezuela.
Aporta conocimientos en el área de entomología de triatominos y filosofía de la ciencia.
- Datos: Q20024899